# Арандон
Арандо́н (фр. Arandon) — колишній муніципалітет у Франції, у регіоні Овернь-Рона-Альпи, департамент Ізер. Населення — 575 осіб (2011).
Муніципалітет був розташований на відстані близько 420 км на південний схід від Парижа, 50 км на схід від Ліона, 65 км на північ від Гренобля.

## Історія
До 2015 року муніципалітет перебував у складі регіону Рона-Альпи. Від 1 січня 2016 року належав до нового об'єднаного регіону Овернь-Рона-Альпи.
1 січня 2017 року Арандон і Пассен було об'єднано в новий муніципалітет Арандон-Пассен.

## Демографія
Динаміка населення (INSEE ):
Розподіл населення за віком та статтю (2006):
| Стать | Всього | До 15 років | 15-24 | 25-44 | 45-64 | 65-85 | Понад 85 |
| --- | ------ | ----------- | ----- | ----- | ----- | ----- | -------- |
| Чоловіки | 228    | 48          | 8     | 84    | 60    | 20    | 8        |
| Жінки | 289    | 81          | 24    | 80    | 40    | 56    | 8        |
| \| Статево-вікова піраміда \| Статево-вікова піраміда \| Статево-вікова піраміда \| \| ----------------------- \| ----------------------- \| ----------------------- \| \| Чоловіки \| Вік \| Жінки \| \| 8 \| 85 + \| 8 \| \| 0 \| 80-84 \| 20 \| \| 4 \| 75-79 \| 4 \| \| 12 \| 70-74 \| 20 \| \| 4 \| 65-69 \| 12 \| \| 12 \| 60-64 \| 0 \| \| 12 \| 55-59 \| 12 \| \| 16 \| 50-54 \| 12 \| \| 20 \| 45-49 \| 16 \| \| 16 \| 40-44 \| 20 \| \| 24 \| 35-39 \| 16 \| \| 32 \| 30-34 \| 20 \| \| 12 \| 25-29 \| 24 \| \| 4 \| 20-24 \| 16 \| \| 4 \| 15-20 \| 8 \| \| 20 \| 10-14 \| 12 \| \| 8 \| 5-9 \| 16 \| \| 20 \| 0-4 \| 53 \| |        |             |       |       |       |       |          |
| Статево-вікова піраміда |        |             |       |       |       |       |          |
| Чоловіки | Вік    | Жінки       |       |       |       |       |          |
| 8 | 85 +   | 8           |       |       |       |       |          |
| 0 | 80-84  | 20          |       |       |       |       |          |
| 4 | 75-79  | 4           |       |       |       |       |          |
| 12 | 70-74  | 20          |       |       |       |       |          |
| 4 | 65-69  | 12          |       |       |       |       |          |
| 12 | 60-64  | 0           |       |       |       |       |          |
| 12 | 55-59  | 12          |       |       |       |       |          |
| 16 | 50-54  | 12          |       |       |       |       |          |
| 20 | 45-49  | 16          |       |       |       |       |          |
| 16 | 40-44  | 20          |       |       |       |       |          |
| 24 | 35-39  | 16          |       |       |       |       |          |
| 32 | 30-34  | 20          |       |       |       |       |          |
| 12 | 25-29  | 24          |       |       |       |       |          |
| 4 | 20-24  | 16          |       |       |       |       |          |
| 4 | 15-20  | 8           |       |       |       |       |          |
| 20 | 10-14  | 12          |       |       |       |       |          |
| 8 | 5-9    | 16          |       |       |       |       |          |
| 20 | 0-4    | 53          |       |       |       |       |          |

## Економіка
2010 року серед 354 осіб працездатного віку (15—64 років) 266 були активними, 88 — неактивними (показник активності 75,1%, у 1999 році було 71,0%). З 266 активних мешканців працювали 243 особи (136 чоловіків та 107 жінок), безробітними було 23 (8 чоловіків та 15 жінок). Серед 88 неактивних 18 осіб було учнями чи студентами, 40 — пенсіонерами, 30 були неактивними з інших причин.

У 2010 році в муніципалітеті числилось 216 оподаткованих домогосподарств, у яких проживали 538,5 особи, медіана доходів виносила 18 051 євро на одного особоспоживача